# 2014年北戴河医院砍杀案
2014年北戴河医院砍杀案，是指在2014年11月20日发生在中国河北省秦皇岛市的一起伤人命案，位于北戴河区金山嘴路10号北京军区北戴河疗养院（281医院）内女职工宿舍。此命案已造成6名女护士和1名宿舍管理员死亡，1名女护士受伤。当地警方接到报警后当场将犯罪嫌疑人逮捕。
初步了解，犯罪嫌疑人与被害人并无矛盾。命案发生后，北京军区有关领导及秦皇岛市领导田向利等人作出批示，要求有关部门高度重视，迅速破案，全力抢救伤员，做好相关善后工作。截至11月21日上午9时，受害人的相关信息已公布，有医院同事指出其中一名死者是李小龙的前女友，并说此前看到过两人争吵。

## 案发过程
犯罪嫌疑人先杀死一位约49岁的女性管理员，并抢走其宿舍钥匙，后进入至少3个宿舍行凶，其中包括其前女友宿舍。

## 受害者
11月21日上午9时，秦皇岛市警方公布了该命案的死伤者。死亡者分别是女宿舍管理员毛某（1965年生）、收费室人员白某（1990年生）、疗五科护士温某（1989年生）、放射科技师丁某（1987年生）、疗一科护士马某（1990年生）、呼吸消化科护士马某（1991年生）、放射科技师王某（1989年生）；受伤者是采购中心人员尚某（1988年生）。

## 嫌疑人
犯罪嫌疑人李小龙，1987年生，河北省唐山市乐亭县人，系北戴河疗养院（281医院）食堂职工。李小龙自述曾患有精神病，但据李小龙的同乡所述，李小龙的情绪时常会抑郁。